# 子路镇
子路镇，是中华人民共和国河南省信阳市罗山县下辖的一个乡镇级行政单位。

## 行政区划
子路镇下辖以下地区：
子路社区、子路村、朱湾村、罗寨村、李楼村、长堰村、庙湾村、翁湾村、张店村、增建村、赵岗村、廖岗村、袁堰村、殷湾村、张寨村、丰店村、石山口村、黎楼村、涂堰村、兴隆村、同升村、方寨村、陶榜村和孟榜村。